# Édson Alves de Oliveira
Édson Alves de Oliveira (Goiânia, 29 de julho de 1952) é um ex-futebolista brasileiro que atuava como zagueiro.

## Carreira
Começou sua carreira na década de 1970 jogando no Clube Atlético Juventus.
Chegou ao Guarani por empréstimo do São Bento, em 1975, e passou bons meses no banco de reservas, praticamente quatro dos seis meses, sem tantas oportunidades. Mas, posteriormente, foi comprado pelo clube.
Fez parte do elenco Campeão Brasileiro de 1978, quando foi capitão da equipe. Esteve presente em 30 dos 32 jogos da campanha.
Ficou no Bugre até aceitar uma oferta do Santa Cruz, em 1982.
Mesmo sem condições de jogar devido o joelho machucado, ainda jogou no Ceres Esporte Clube.
A carreira foi prolongada até os 35 anos, quando largou as chuteiras e foi tentar a sorte como treinador.
Fez sucesso regional, ao subir Jataiense, Goianésia e Assu à primeira divisão.
Também foi treinador da categoria de base do Vila Nova ficando por quase dois anos, e treinou a categoria de base do Goiás durante um ano.
Também foi Campeão Tocantinense pelo Intercap, na década de 1990.

## Títulos
Guarani
- Campeonato Brasileiro: 1978
- Campeonato Brasileiro - Série B: 1981[10]